# 野島公園
野島公園（のじまこうえん）は、神奈川県横浜市金沢区野島町24にある総合公園である。平潟湾入口に位置する野島の東側にあり、公園前面には横浜市内では貴重な砂浜が残っている。

## 施設概要
野島山（海抜57m）を中心にキャンプ場などの施設が設置されている。
- 展望台
- キャンプ場
- バーベキュー場
- 旧伊藤博文金沢別邸
- 野島青少年研修センター
- 野球場
- 室ノ木地区 - 夕照橋の西側にある園地。

## その他
金沢八景の一つであり、歌川広重が浮世絵に描いた「野島夕照（のじまのせきしょう）」はこの近くの景勝とされる。
野島山の展望台からは富士山を望むことができ、かながわの景勝50選に「野島の夕映」として選定されている。
環境保全活動団体「野島自然観察探見隊」が当公園を中心に活動している。
また、野島山の山腹には太平洋戦争末期に作られた野島掩体壕の遺構が現存し、立ち入りは禁止されているが、入口前に説明板が設置されている。

## ギャラリー

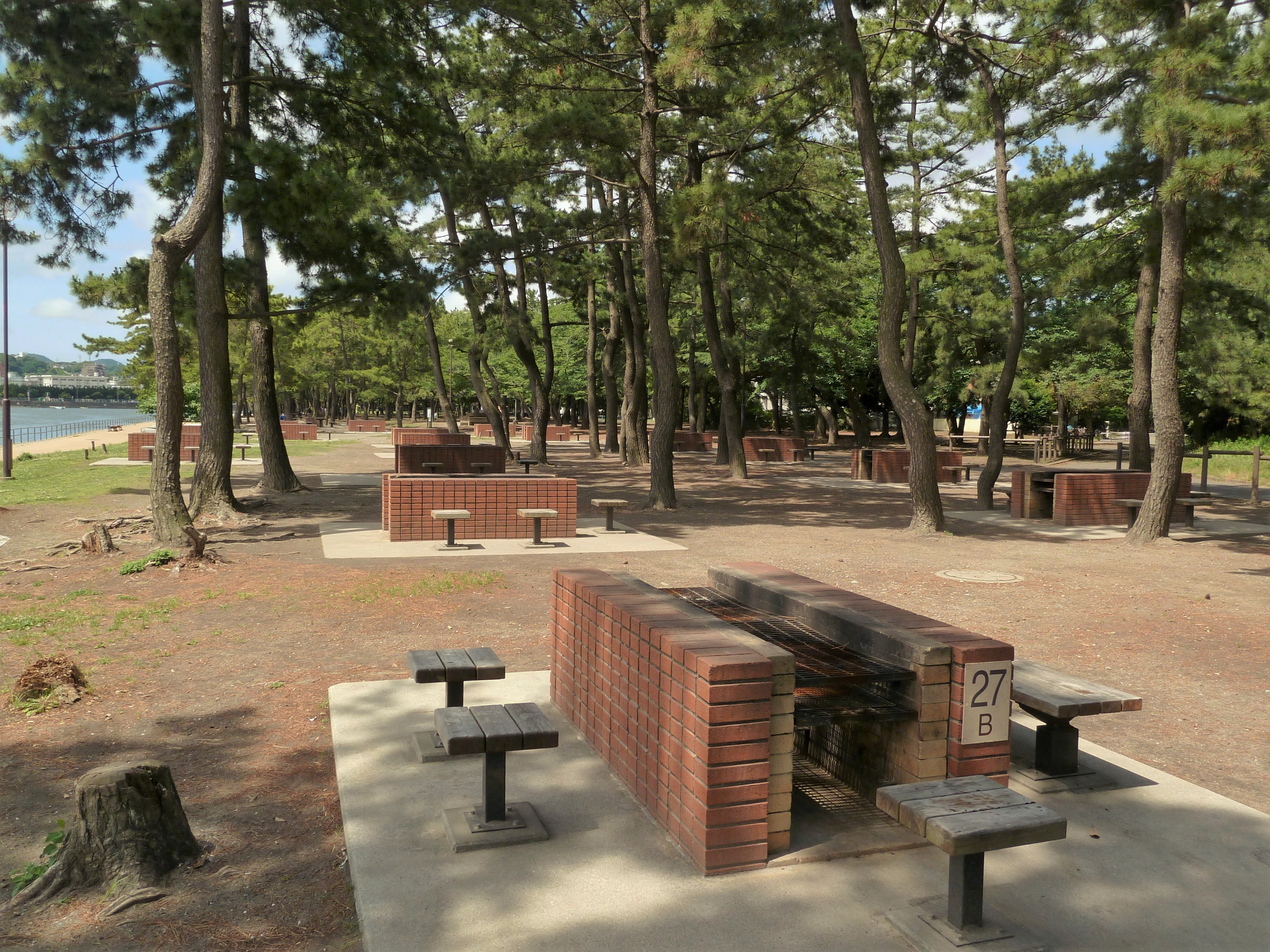
バーベキュー場
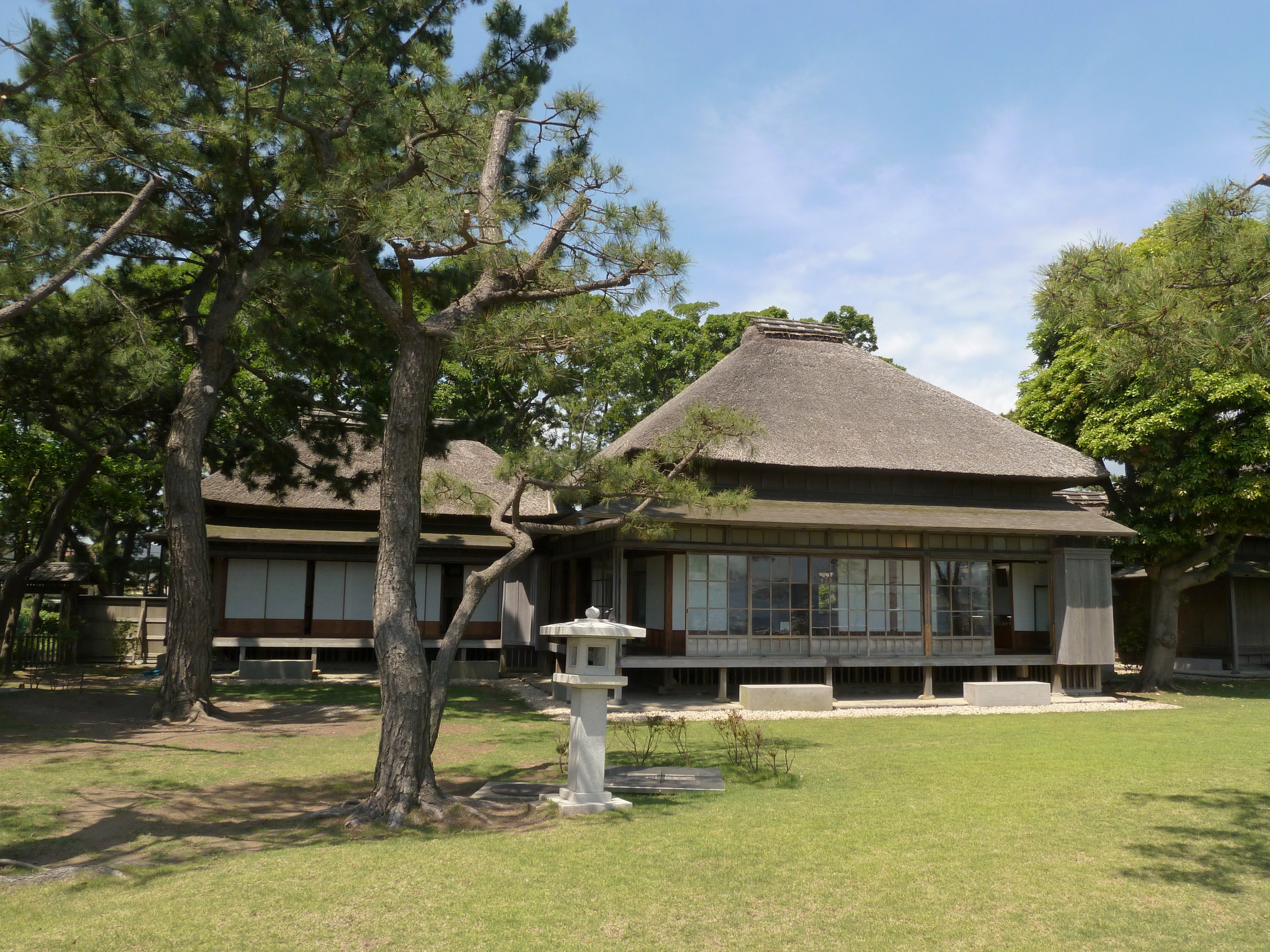
旧伊藤博文金沢別邸
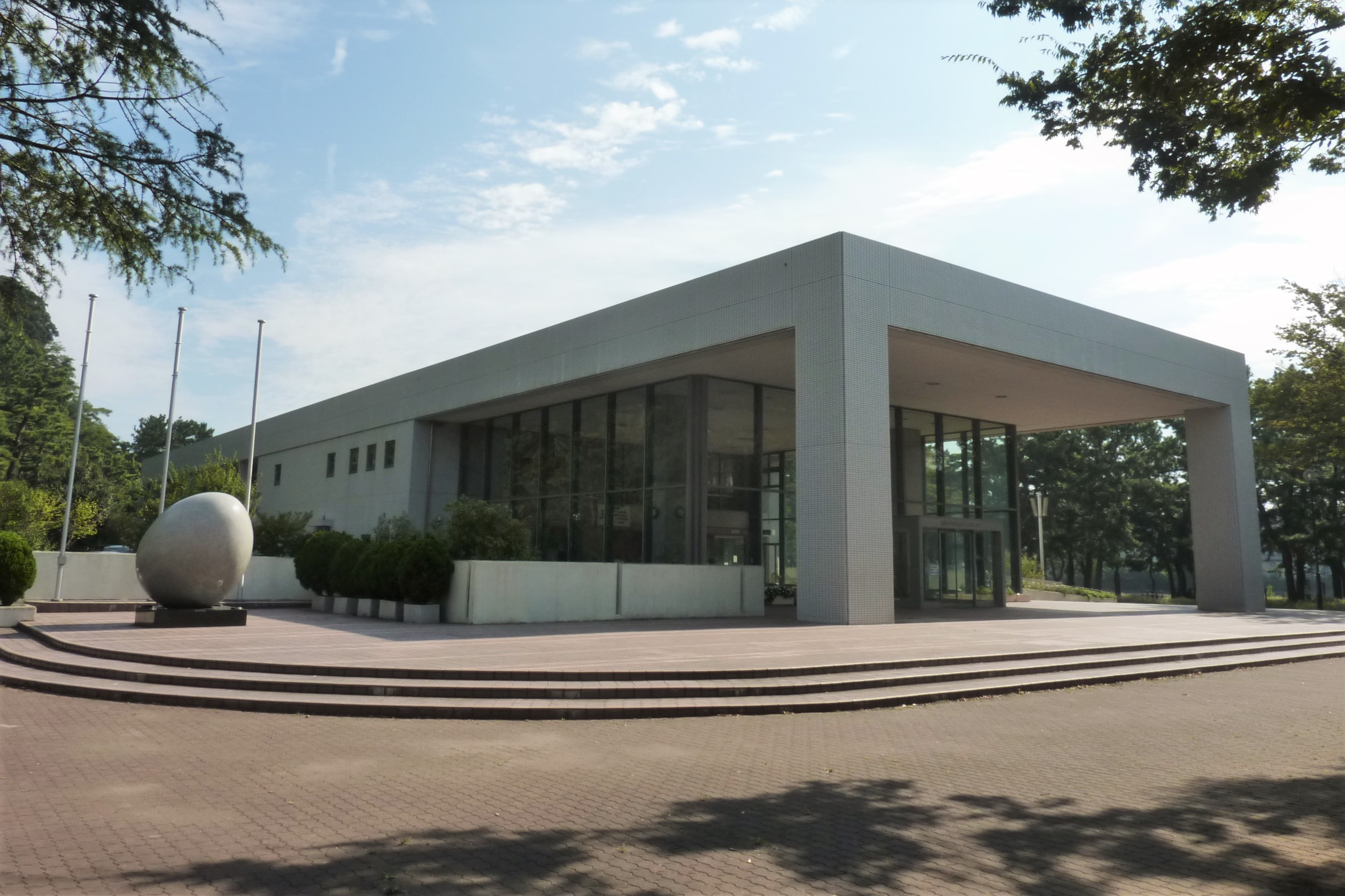
野島青少年研修センター
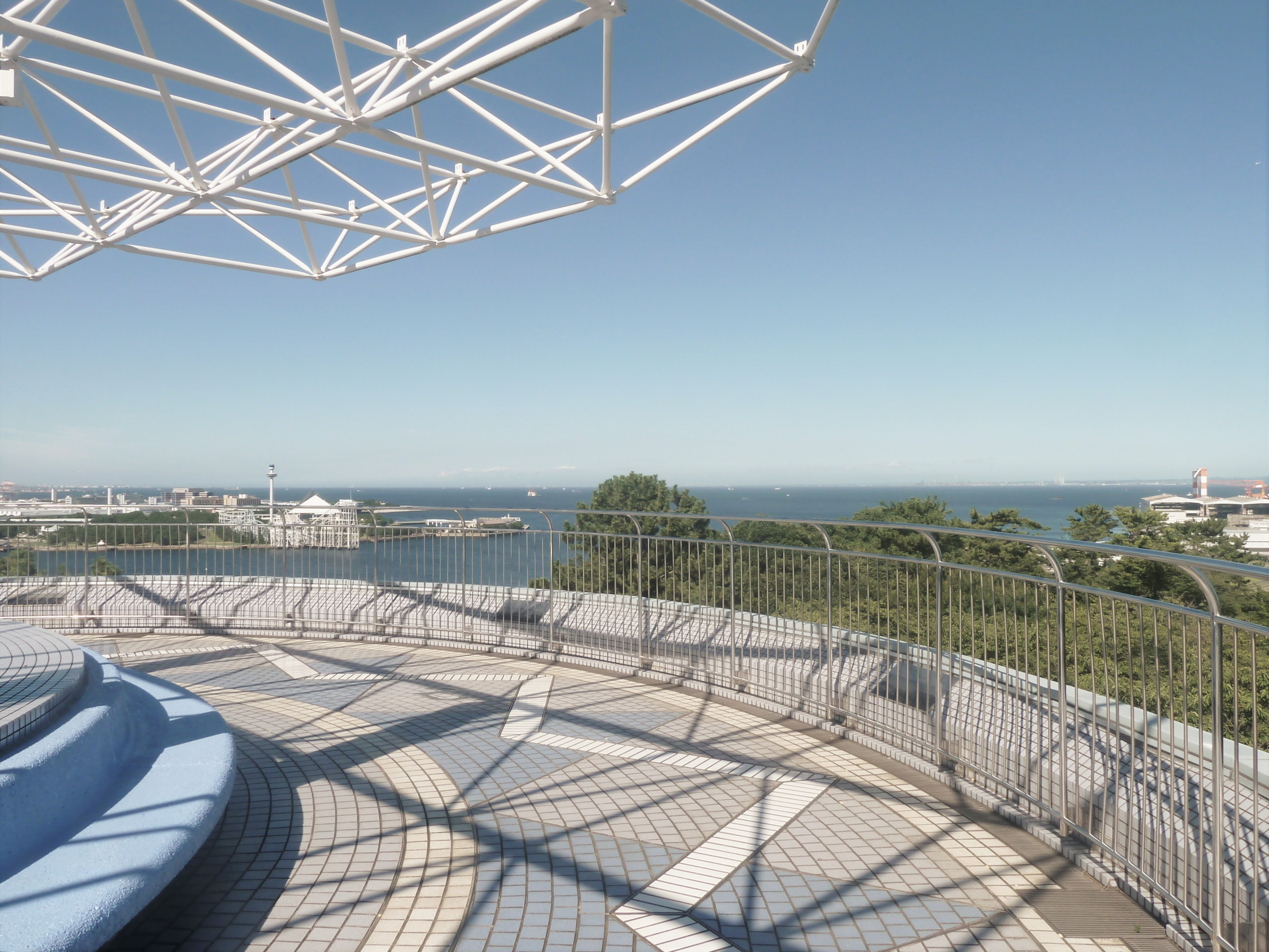
展望台（東側の眺め）
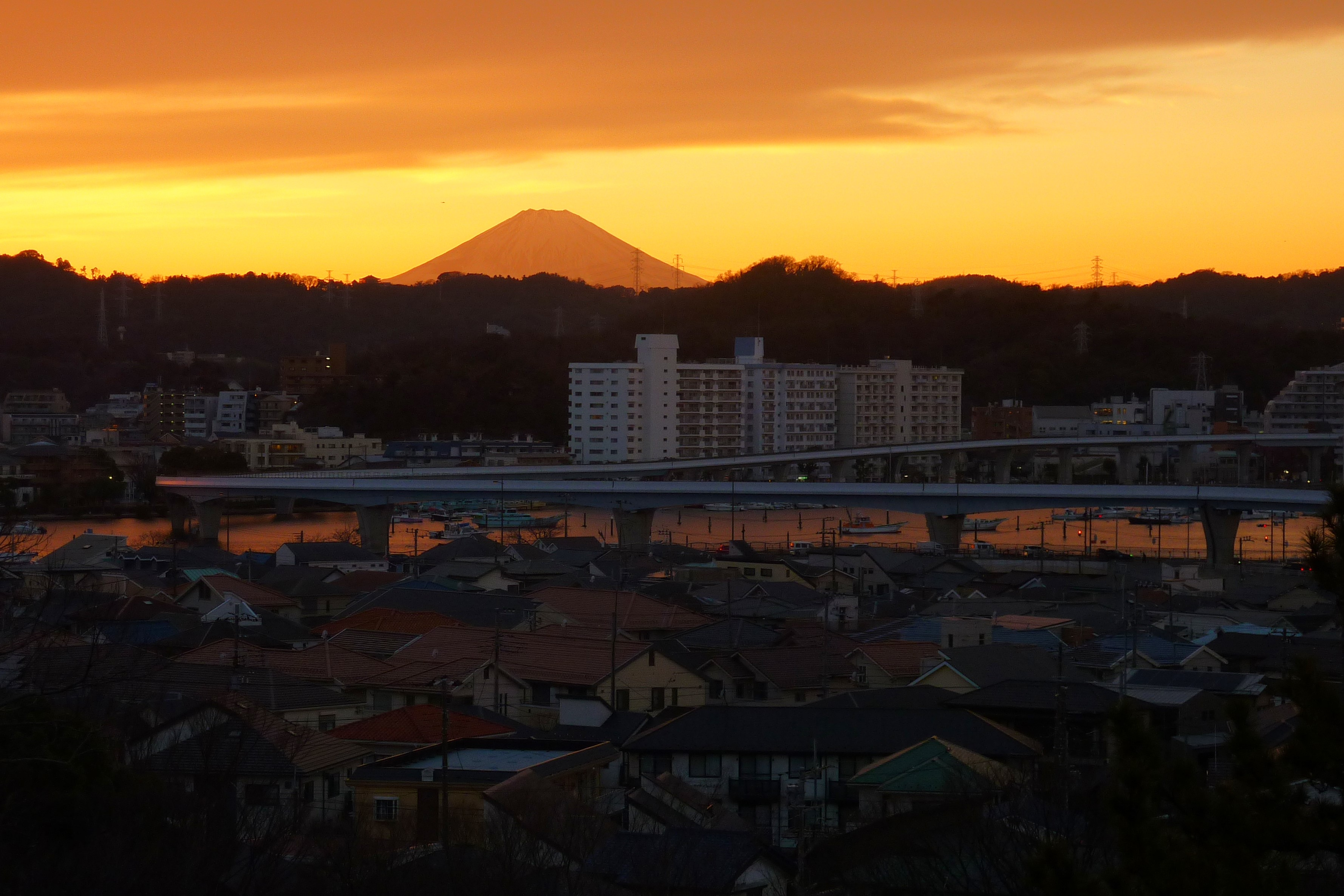
園路から望む富士山と平潟湾

## 周辺施設
- 横浜・八景島シーパラダイス
- 海の公園
- 横須賀スタジアム

## アクセス
- 金沢シーサイドライン野島公園駅から徒歩5分。
- 京浜急行電鉄金沢文庫駅より京浜急行バス〈文15〉を利用、「帰帆橋」または「染王寺」バス停下車。